# Attachment Unit Interface

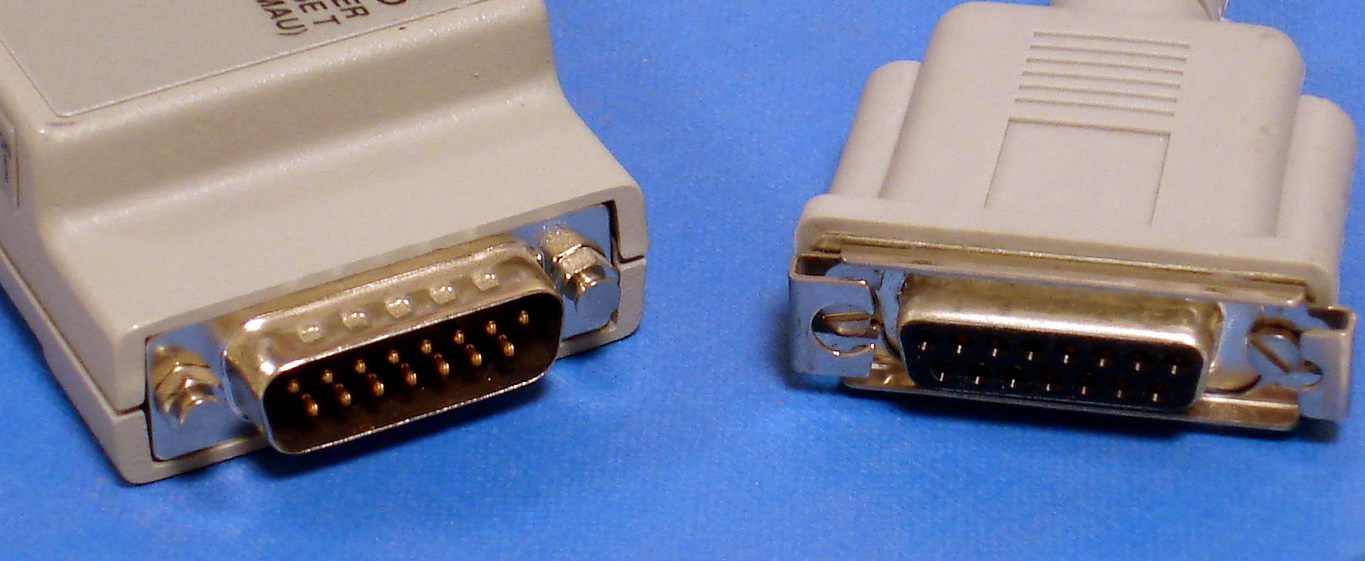
AUI-Stecker. Der männliche Stecker (links) befindet sich am Kabel und die weibliche Buchse (rechts) am Computer oder einem anderen Gerät des MAC (Hub, Repeater o. ä.)

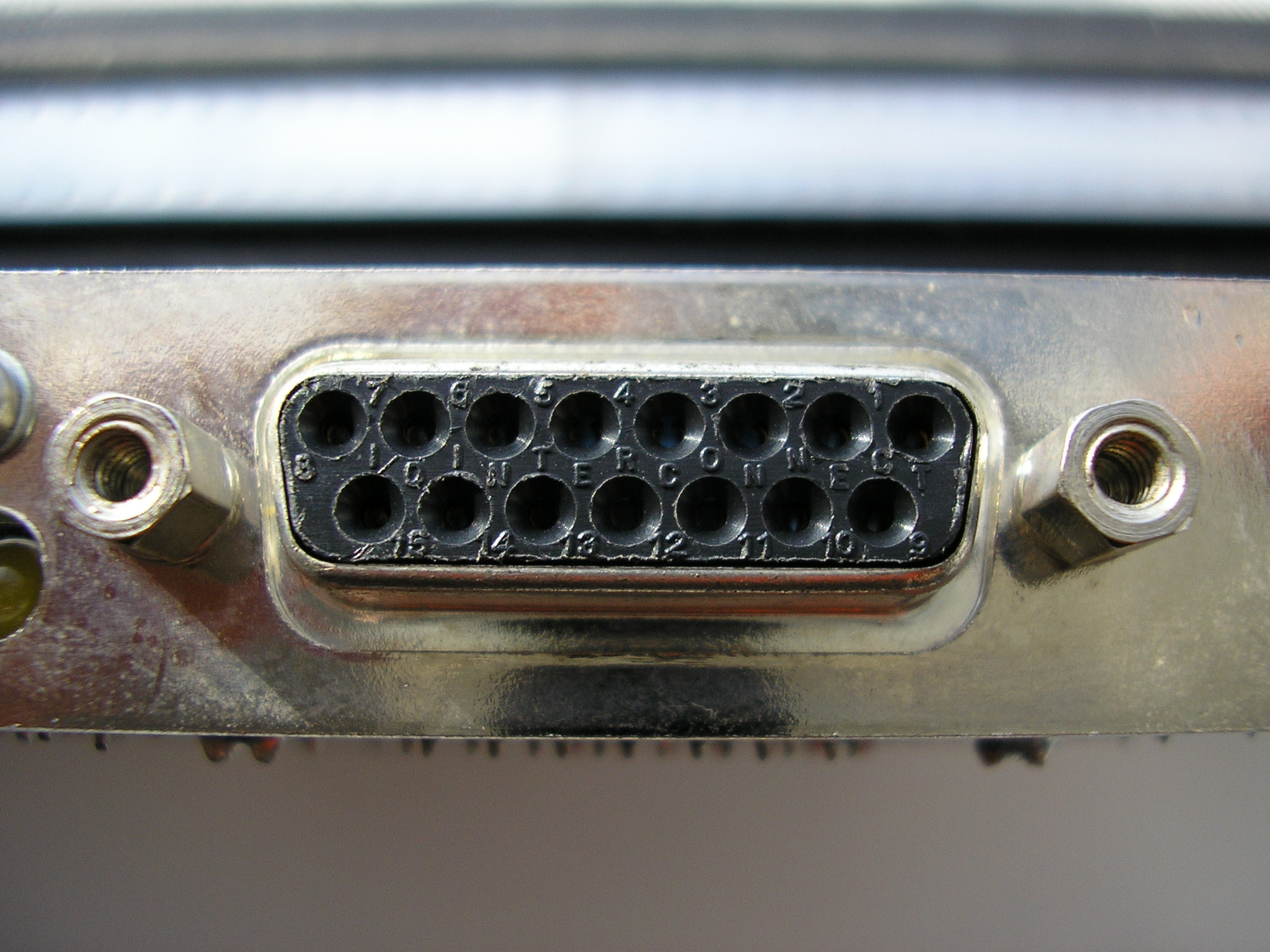
AUI Buchse einer DEC EtherWorks LC (DE100) NIC

Ein Attachment Unit Interface (AUI) ist eine elektrische und mechanische Schnittstelle zur physikalischen Trennung von einer Medium Attachment Unit (MAU) (Transceiver) und einem Ethernet-Controller (Media Access Control (MAC)). Es ist ein Teil des Ethernet-Standards nach den Richtlinien des Institute of Electrical and Electronics Engineers (IEEE).
Das AUI besitzt einen 15-poligen D-Sub-Stecker, der mit Klammerelementen statt mit Schrauben befestigt wird. Das Kabel eines AUI kann bis zu 50 Meter lang sein, allerdings sind die beiden Elemente MAU und MAC häufig auch direkt verbunden.

## Entwicklung
Im Laufe der frühen 1990er Jahre wurden die AUI-Verbindungen zunehmend seltener, da das MAU immer häufiger direkt in den Rechner und den Hub integriert wurde. Grund war, dass sich der 10BASE-T-Standard durchsetzte und die Verwendung der älteren 10BASE5 (Thick Ethernet) und 10BASE2 (Thin Ethernet) zurückging. Die elektrische AUI-Verbindung war jedoch weiterhin innerhalb des Geräts enthalten. Ab der Mitte der 1990er Jahre ging die Verwendung weiter zurück, und die AUI sind durch das Fast Ethernet beinah vollständig verschwunden. Dieses hatte eine Entsprechung im Media Independent Interface (MII). Das nachfolgende Gigabit-Ethernet sowie das 10-Gigabit-Ethernet haben entsprechend die Standards durch den Gigabit Interface Converter (GBIC) und das Extended Attachment Unit Interface (XAUI), die mit dem AUI äquivalent sind.

## Apple Macintosh

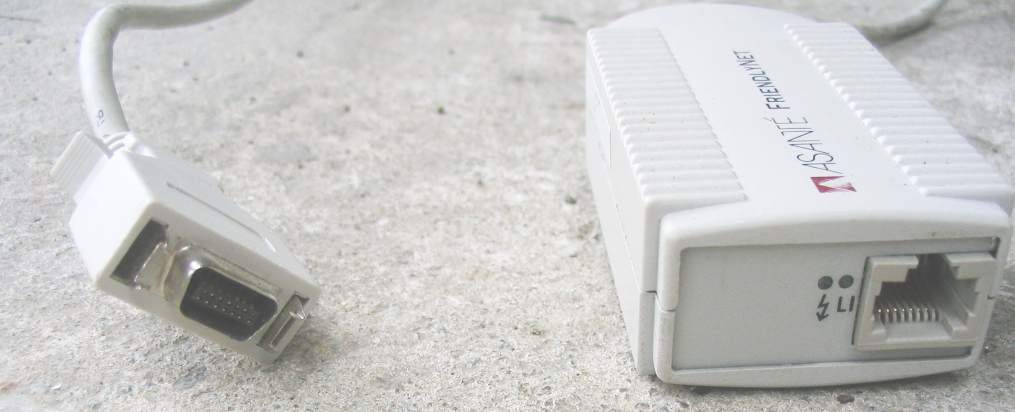
AAUI-Transceiver für 10BASE-T

Bei den Computern von Apple Macintosh wurde eine modifizierte und kleinere Version des AUI, das Apple Attachment Unit Interface (AAUI), in den frühen 1990er Jahren verwendet, da der damals übliche Monitoranschluss bei dem Macintosh die gleiche Form und Anzahl der Pins hatte (DB-15).

## Belegung
Die Pinbelegung des AUI sieht wie folgt aus:
| Sicht auf den Stecker. | Sicht auf den Stecker. | Sicht auf den Stecker.                |
| Pin                    | Schaltkreis            | Beschreibung                          |
| ---------------------- | ---------------------- | ------------------------------------- |
| 3                      | DO-A                   | Data Out Circuit A                    |
| 10                     | DO-B                   | Data Out Circuit B                    |
| 11                     | DO-S                   | Data Out Circuit Shield (not used)    |
| 5                      | DI-A                   | Data In Circuit A                     |
| 12                     | DI-B                   | Data In Circuit B                     |
| 4                      | DI-S                   | Data In Circuit Shield                |
| 7                      | CO-A                   | Control Out Circuit A (not used)      |
| 15                     | CO-B                   | Control Out Circuit B (not used)      |
| 8                      | CO-S                   | Control Out Circuit Shield (not used) |
| 2                      | CI-A                   | Control In Circuit A                  |
| 9                      | CI-B                   | Control In Circuit B                  |
| 1                      | CI-S                   | Control In Circuit Shield             |
| 6                      | VC                     | Voltage Common                        |
| 13                     | VP                     | Voltage Plus                          |
| 14                     | VS                     | Voltage Shield (not used)             |
| Shell                  | PG                     | Protective Ground                     |